# Грантфорк (Іллінойс)
Грантфорк (англ. Grantfork) — селище (англ. village) в США, в окрузі Медісон штату Іллінойс. Населення — 341 особа (2020).

## Географія
За даними Бюро перепису населення США в 2010 році селище мало площу 0,79 км², з яких 0,77 км² — суходіл та 0,02 км² — водойми.

## Демографія
Згідно з переписом 2010 року, у селищі мешкало 337 осіб у 129 домогосподарствах у складі 98 родин. Густота населення становила 428 осіб/км².  Було 138 помешкань (175/км²).
Расовий склад населення:
| - 97,0 % — білих - 0,6 % — азіатів |

До двох чи більше рас належало 2,4 %. Частка іспаномовних становила 0,6 % від усіх жителів.
За віковим діапазоном населення розподілялося таким чином: 27,0 % — особи молодші 18 років, 63,8 % — особи у віці 18—64 років, 9,2 % — особи у віці 65 років та старші. Медіана віку мешканця становила 34,4 року. На 100 осіб жіночої статі у селищі припадало 100,6 чоловіків;  на 100 жінок у віці від 18 років та старших — 93,7 чоловіків також старших 18 років.
Середній дохід на одне домашнє господарство  становив 84 689 доларів США (медіана — 70 625), а середній дохід на одну сім'ю — 101 215 доларів (медіана — 85 500). За межею бідності перебувало 5,3 % осіб, у тому числі 4,9 % дітей у віці до 18 років та 0,0 % осіб у віці 65 років та старших.
Цивільне працевлаштоване населення становило 202 особи. Основні галузі зайнятості: освіта, охорона здоров'я та соціальна допомога — 20,8 %, виробництво — 17,3 %, мистецтво, розваги та відпочинок — 10,9 %, будівництво — 9,4 %.